# Emil Büchner
Pour les articles homonymes, voir Büchner.
Adolf Emil Büchner  (7 décembre 1826, Osterfeld (province de Saxe) - 9 juin 1908, Erfurt) est un chef d'orchestre et compositeur prussien. Il a écrit un certain nombre d'œuvres, y compris des opéras, musique de chambre, œuvres chorales et symphonies.

## Biographie
Les parents de Büchner ont encouragé son intérêt pour la musique à partir d'un jeune âge. Emil a étudié au Conservatoire de Leipzig entre avril 1843 et Pâques 1846, quand il a obtenu son diplôme. Il était le neuvième étudiant à entrer au Conservatoire nouvellement formé, et a été exempté de payer les frais de scolarité. Après ses études, il a travaillé comme professeur de piano à Leipzig jusqu'en 1856. Après de nombreux engagements comme chef d'orchestre, il a été à partir de 1865, le chef de la Meininger Hofkapelle dans la ville de Meiningen.
Büchner et la Meininger Hofkapelle ont donné avec Franz Liszt en 1867 à Meiningen, un festival organisé par la Société des musiciens allemands (de). En 1876, à la demande de Richard Wagner, Büchner a engagé le majeure partie de l'orchestre au premier Festival de Bayreuth, engagement qui s'est renouvelé pendant de nombreuses années encore. Comme chef d'orchestre, Büchner a amené la Meininger Hofkapelle à un très haut niveau. En 1880, il a laissé à son successeur, Hans von Bülow, un orchestre européen réputé.
En 1881, Büchner a pris sa retraite et a déménagé à Erfurt, où, de 1882 à 1898, il a dirigé le "Sollerschen Musikverein". Pour son 80e anniversaire, il a reçu le titre de professeur donné par Georges II de Saxe-Meiningen-Hildburghausen.
Büchner était membre de la loge maçonnique de Leipzig, Minerva zu den drei Palmen.

## Œuvres

### Lieder
- op. 6. 
  - nº 1. Der Gruss
- op. 18 : Fünf Lieder für Mezzo-Sopran (oder Bariton) mit Pianoforte
  - nº 1. Sehnsucht (texte : Emanuel Geibel)
  - nº 2. An einem lichten Morgen (texte : Hermann Rollett)
  - nº 3. Ich sah den Wald sich färben (texte : Emanuel Geibel)
  - nº 4. Nachtgesang (texte : Robert Reinick)
  - nº 5. Die stille Wasserrose (texte : Emanuel Geibel)
- op. 20 : Vier Lieder für Mezzo-Sopran (oder Bariton) mit Pianoforte
  - nº 1. Ave Maria
  - nº 2. Ich bin geliebt
  - nº 3. Osterlied (texte : Adolf Böttger (de))
  - nº 4. O wär' ich ein Stern
- op. 25 : Drei Lieder für Sopr. (od. Ten.) mit Pianoforte
  - nº 1. Frühling (texte : Friedrich von Bodenstedt d'après Mirzä Šäfi Vazeh
- op. 28 : Sechs Lieder für 1 Singstimme mit Pianoforte
  - nº 1. Ich möchte mich in Rosenduft berauschen
  - nº 2. Der Mondstrahl fiel in der Lilie Thau (texte : Adolf Böttger)
  - nº 3. Mein Stern (texte : August Heinrich Hoffmann von Fallersleben)
  - nº 4. Die Erde liegt so wüst und leer (texte : Adolf Böttger)
  - nº 5. O Welt, du bist so wunderschön (texte : Julius Rodenberg)
  - nº 6. Huldigung (texte : Hermann Rollett)
- op. 29 : Vier Lieder für 1 Singstimme mit Pianoforte
  - nº 1. Willst du mein eigen sein
  - nº 2. O blick mich an!
  - nº 3. Die Haideblume von Tiefensee
  - nº 4. Mir träumte von einem Königskind (texte : Heinrich Heine)